# ICarly
iCarly es una serie de televisión de comedia de situación adolescente creada por el productor de televisión Dan Schneider y transmitida originalmente por la cadena Nickelodeon. La serie trata la historia de Carly Shay, una adolescente que junto a sus dos mejores amigos, Sam Puckett y Freddie Benson, crean un webshow llamado iCarly. La serie fue producida por Schneider's Bakery en asociación con Nickelodeon.
La serie fue filmada en Nickelodeon on Sunset Studios en Los Ángeles, California con algunas escenas de la ciudad de Seattle, Washington, lugar donde ocurren los sucesos. El episodio "Piloto" fue exhibido el 8 de septiembre de 2007 en Estados Unidos y tuvo un total de 5,65 millones de espectadores, siendo la tercera serie con más espectadores de un episodio piloto en Nickelodeon (solo detrás de Big Time Rush y Victorious). 6 temporadas de la serie fueron transmitidas, la cual, la grabación de la última temporada inició el 25 de enero de 2012. La serie tuvo un grupo fijo de actores que consistió en 5 miembros: Miranda Cosgrove, Jennette McCurdy, Nathan Kress, Jerry Trainor, y Noah Munck, (este último se unió al elenco principal a partir de la cuarta temporada). El episodio más visto de la serie fue Te salvé la vida, que tuvo un total de 19.2 millones de espectadores.
iCarly ha ganado diversos premios, como los Nickelodeon Kids Choice Awards en 2009, 2010, y 2011, respectivamente.
El 9 de junio de 2012, fue estrenado el episodio 100, llamado «iBattle Chip» ("El Phaser" en Hispanoamérica), junto con un nuevo episodio de Victorious en donde Jennette McCurdy fue la estrella invitada. El episodio tuvo un total de 2.4 millones de espectadores, siendo el ráting más bajo de la serie.
El 17 de mayo de 2012, tras cancelar una nueva temporada, Nickelodeon, anunció que la sexta temporada sería la última de la serie, terminando el 23 de noviembre de 2012, tras 5 años de transmisión.
A finales de 2020, Paramount+ informó el regreso de la serie, la cual se estrenó el 17 de junio de 2021 con Miranda Cosgrove, Nathan Kress y Jerry Trainor retomando sus papeles.

## Argumento
En el comienzo de la serie, Carly Shay (Miranda Cosgrove), es una chica de 13 años que vive con su hermano mayor Spencer Shay (Jerry Trainor), y asiste a la escuela Ridgeway junto con su mejor amiga, Samantha «Sam» Puckett (Jennette McCurdy) y su vecino y amigo Freddy Benson (Nathan Kress).
Por órdenes de su maestra, Carly y Sam deben grabar a unos chicos de su escuela que audicionan para un show de talentos. Carly pide la ayuda de Freddie, quien haría cualquier cosa por ella ya que está enamorado de Carly. Freddie ayuda con la grabación y las chicas se interesan por realizar siempre actos originales, extravagantes y divertidos; sin embargo, ninguno de esos actos es apropiado para su profesora, la señorita Briggs. Durante la audición, Freddy las graba accidentalmente haciendo algunos chistes improvisados y burlándose de su profesora. Ya que las chicas se sienten mal por aquellos talentos que fueron rechazados en la escuela, Freddy lo sube todo a Internet junto con los vídeos de ellas haciendo su comedia improvisada. Al público de Internet le gusta y pide un próximo show, con talentos raros, chistes improvisados y bromas, así que Carly decide crear un show por Internet en el cual muestren todas esas cosas divertidas. Freddy se hace cargo de los aspectos técnicos, mientras que Carly escribe el guion y Sam «solo se dedica a divertir», pues a ella no le gusta trabajar. Poco después incorporan regularmente en el show a Gibby (Noah Munck), un chico que también asiste a Ridgeway, ya que al público de iCarly le agrada su extraña personalidad.
La serie trata sobre la vida del grupo de amigos y los problemas que cualquier adolescente suele tener, en sus noviazgos o la escuela. Asimismo, se vuelven famosos y eso les causa algunos problemas, como ser acosados por algunos admiradores. Su webshow llega a ser tan famoso que incluso conocen a celebridades como la banda One Direction, el comediante Jimmy Fallon y la primera dama de los Estados Unidos, Michelle Obama.
Por otra parte, el hermano de Carly, Spencer, es una especie de adulto que nunca ha madurado. Le gusta hacer bromas, es poco organizado y generalmente es Carly la que cuida de él. Sin embargo, en aspectos serios, Spencer toma el rol de adulto y se hace responsable incluso de Sam y Freddie, quienes pasan casi todo el tiempo con los hermanos Shay. La serie en sí, se relaciona con futuras producciones de Nickelodeon.

## Reparto

### Principales
- Miranda Cosgrove como Carly Shay, la presentadora del popular web show iCarly, producido junto a sus dos mejores amigos, Sam y Freddie.
- Jennette McCurdy como Samantha "Sam" Puckett, la mejor amiga de Carly y copresentadora del web show.
- Nathan Kress como Fredward "Freddie" Benson, el productor técnico del web show, es vecino y mejor amigo de Carly.
- Jerry Trainor como Spencer Shay, el hermano mayor y tutor legal de Carly.
- Noah Munck como Cornelius "Gibby" Gibson, un buen amigo de Carly, Sam y Freddie que a menudo aparece en el web show.

### Secundarios
- Mary Scheer como Marissa Benson, la sobreprotectora madre de Freddie.
- Jeremy Rowley como Lewbert Sline, el portero del edificio donde Carly, Freddie y Spencer viven.
- Tim Russ como Director Franklin / Ted Franklin, el director de la Secundaria Ridgeway y fan del web show.
- Mindy Sterling como la Sra. Briggs / Francine Briggs, la maestra de inglés de la Secundaria Ridgeway, que no se lleva bien con sus estudiantes.
- David St. James como Sr. Howard, otro maestro de la Secundaria Ridgeway, que tampoco se lleva bien con los estudiantes.
- Reed Alexander como Nevel Papperman, el presentador de un web show crítico que odia a Carly y sus amigos.
- BooG!e como T-Bo, el encargado de los Licuados Locos.
- Ryan Ochoa como Chuck Chambers, un niño que molesta a Spencer.
- Ethan Munck como Gewpert «Guppy» Gibson, el hermano menor de Gibby.
- Danielle Morrow como Nora Dershlit, una fan desquiciada y obsesionada del web show.
- Aria Wallace como Amanda «Mandy» Valdez, una fan del web show.

### Invitados
- James Maslow como Shayne Napper
- Austin Butler como Jake Krandle
- Jane Lynch como Pamela «Pam» Pucket
- Alec Medlock como Craig Ramírez
- Scott Halberstadt como Eric Blonowitz
- Drake Bell como Drake Parker
- Victoria Justice como Shelby Marx
- Emma Stone como Heather
- Drew Roy como Griffin Petterson
- Mary Ann Springer como Wend
- Emily Ratajkowski como Tasha Smith
- Doug Brochu como Duke Habberman
- Taryn Davis como Taryn
- Michelle Obama como ella misma
- Greg Mullavy como el abuelo Shay
- Daniel Booko como Cort
- Haley Ramm como Missy Robinson
- Betsy Rue como Ginger Fox
- David Archuleta como él mismo
- Ciara Hanna como Dana
- Jessica Makinson como la Srta. Ackerman / Lauren Ackerman
- Charlene Amola como Jenna Hamilton
- One Direction como ellos mismos
- Kimberly Barnett como Suzay
- Rachel G. Fox como Amber Tate
- Amie Farrell como Candace
- Daniel Samonas como Doug Toder
- Iris Braydon como Natalie

## Producción
iCarly es la cuarta serie creada por Dan Schneider para Nickelodeon. Schneider quería originalmente hacer una serie de televisión protagonizada por Miranda Cosgrove en donde ella interpretara a una chica común que, en un giro del destino, se convirtiera en la estrella de su programa de televisión favorito, "Starstruck". El piloto fue escrito (y fue enviado a Nickelodeon), pero durante una reunión informal en su estudio con su esposa y su amigo Steve, Schneider decidió que sería mucho mejor si la protagonista tuviera un show propio, haciendo lo que ella quisiera. Fue entonces que decidió que la serie se basaría en un show en la web, ya que, según escribió en su blog, se inspiró en la gran popularidad de los Canales de Youtube en donde los dueños tienen el control creativo de sus contenidos. En noviembre de 2006, Schneider se deshizo de su guion "Starstruck" y escribió un piloto nuevo que se llamó iCarly durante el mes de diciembre del mismo año. El piloto fue enviado en enero de 2007. Sin embargo, el texto de Starstruck sirvió de base para Dan Schneider para que más tarde el productor Steve Marmel creara una serie para Disney Channel llamada Sunny Entre Estrellas.

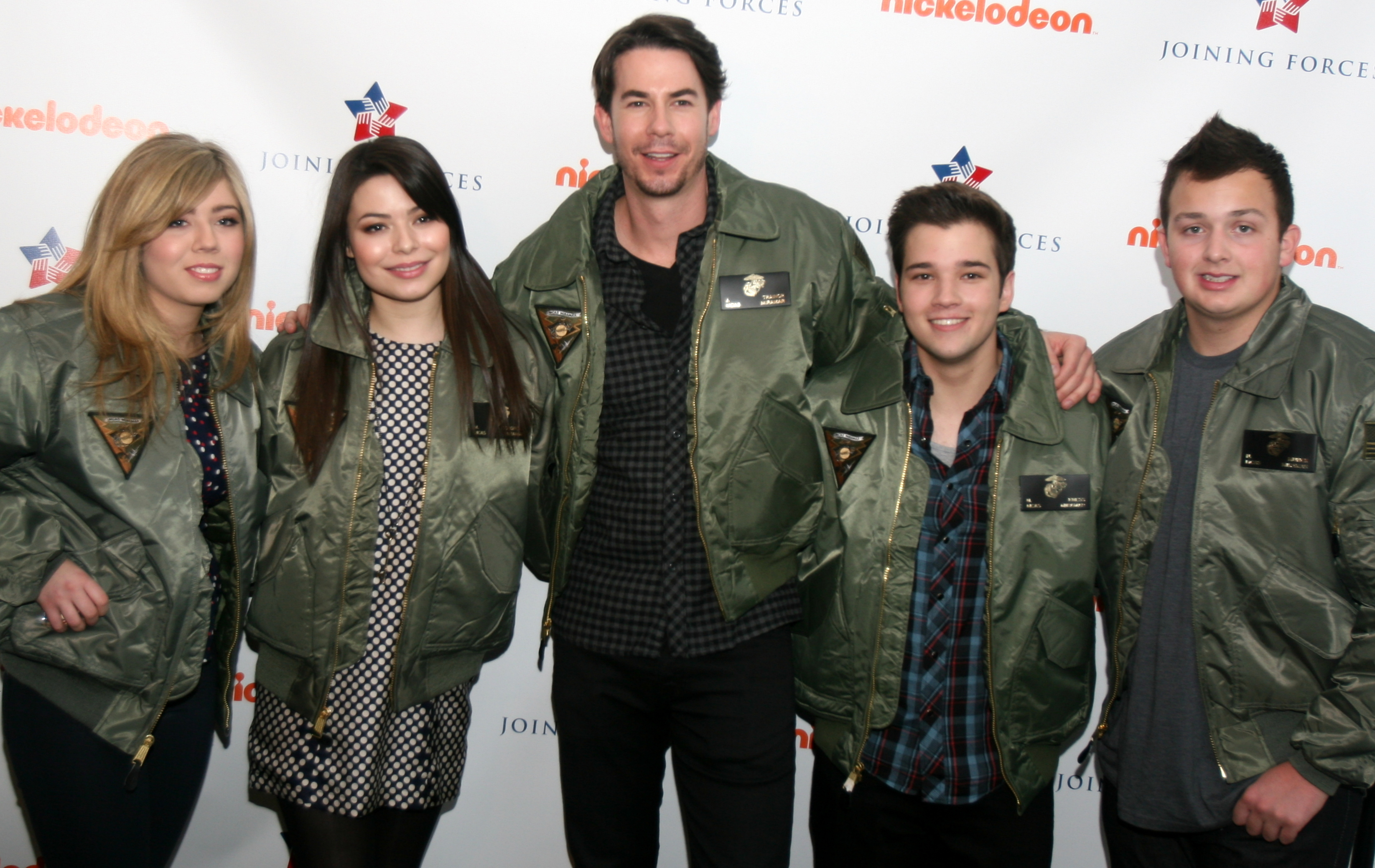
Elenco de iCarly en 2012. De izquierda a derecha: Jennette McCurdy, Miranda Cosgrove, Jerry Trainor, Nathan Kress y Noah Munck

Durante la producción de Zoey 101, Schneider y su amigo y productor de The Big Bang Theory, Steve Molaro, crearon la idea central y el nombre del show. Originalmente iCarly no iba a ser el nombre de la serie; de hecho, el guion del piloto tenía como nombre de la chica principal "Sam", pero la dirección web "iSAM" ya estaba registrada. Schneider trató de buscar nombres para el personaje principal y para la página de Internet y compró la URL para iJosie, pero no le convenció dicho nombre. Schneider trató con iCarly y lo eligió como nombre para el personaje principal. Los nombres de las dos chicas fueron cambiadas luego de Sam y Kira a Carly y Sam.

### Regreso
El 9 de diciembre de 2020, se anunció que Paramount+ había ordenado el regreso de la serie con una nueva temporada, con Cosgrove, Kress y Trainor regresando, y Schneider no participará en la producción de la serie. Jay Kogen y Ali Schouten firmaron para desarrollar la serie. McCurdy confirmó durante su podcast que no volverá a interpretar su papel en la serie, ya que dejó la profesión de actriz y se sintió avergonzada por su carrera pasada. El 25 de febrero de 2021, se informó que Kogen abandonó el proyecto debido a "diferencias creativas" con Cosgrove. El 18 de marzo de 2021, el programa entró oficialmente en producción, con Laci Mosley interpretando a la nueva mejor amiga y compañera de cuarto de Carly, Harper, y Jaidyn Triplett interpretando a la hijastra de Freddie, Millicent. Se espera que la serie se estrene en junio.
Según DiscussingFilm, el resurgimiento de la serie tendrá lugar 10 años después del programa original de Nickelodeon, siguiendo el viaje de Carly a sus veinte junto a los personajes que regresan interpretados por Jerry Trainor y Nathan Kress. Según los informes, se presentarán nuevos personajes, la mejor amiga /compañera de cuarto de Carly "será parte de la comunidad LGBTQ+ como un personaje pansexual que sueña con convertirse en estilista de moda después de que su rica familia perdió todo su dinero". La serie también presentará el paso de la hijastra de Freddie obsesionada con las redes sociales que ve a Carly como "acabada" y como una competencia para su propio estatus de influencer en crecimiento. Esta nueva temporada estará a cargo de él escritor Jay Kogen y de la guionista Ali Shouten, hasta ahora se sabe que ésta nueva versión no se centrará en el webshow iCarly, ahora se caracterizará por estar ambientada en la popularidad de aplicaciones como Tik Tok. También se sabe que se contarán con situaciones y dificultades a las que se enfrentan en la vida cotidiana los adultos jóvenes, ya que la nueva versión se escribió pensando en que tanto el elenco como el público de las antiguas temporadas (2007-2012) hasta la actualidad crecieron.

## Episodios
| Temporada | Temporada | Episodios | Episodios | Emisión original         | Emisión original        |
| Temporada | Temporada | Episodios | Episodios | Primera emisión          | Última emisión          |
| --------- | --------- | --------- | --------- | ------------------------ | ----------------------- |
|           | 1         | 25        | 25        | 8 de septiembre de 2007  | 25 de julio de 2008     |
|           | 2         | 21        | 21        | 27 de septiembre de 2008 | 8 de agosto de 2009     |
|           | 3         | 18        | 18        | 12 de septiembre de 2009 | 26 de junio de 2010     |
|           | 4         | 10        | 10        | 30 de julio de 2010      | 11 de junio de 2011     |
|           | 5         | 10        | 10        | 13 de agosto de 2011     | 21 de enero de 2012     |
|           | 6         | 13        | 6         | 24 de marzo de 2012      | 9 de junio de 2012      |
|           | 6         | 13        | 7         | 6 de octubre de 2012     | 23 de noviembre de 2012 |

## Temporada en DVD
| Temporada               | Temporada en DVD                                                                               | Mayor Audiencia | Producción |
| ----------------------- | ---------------------------------------------------------------------------------------------- | --------------- | ---------- |
| Temporada 1             | 23 de septiembre de 2008 (volumen 1) 21 de abril de 2009 (volumen 2)                           | 5.6             | 1xx        |
| Temporada 2 Temporada 3 | 18 de agosto de 2009 (volumen 1) 4 de enero de 2011 (volumen 2) 5 de abril de 2011 (volumen 3) | 7.9 12.4        | 2xx        |
| Temporada 4             | 30 de agosto de 2011 (temporada 3)                                                             | 7.8             | 3xx        |
| Temporada 5             | 10 de julio de 2012 (temporada 4)                                                              | 5.5             | 4xx        |
| Temporada 6             | No anunciado                                                                                   | 6.4             | 5xx        |

## DVD Publicados
Nota: Los DVD de temporada son publicados por las estaciones de producción.
| Título del DVD                     | Región                   | Discos | Episodios              | Extras |
| ---------------------------------- | ------------------------ | ------ | ---------------------- | --- |
| iCarly: Season 1, Vol. 1           | 23 de septiembre de 2008 | 2      | 1, 2, 16, 3-13         | "Leave It All To Me" de Miranda Cosgrove |
| iCarly: Season 1, Vol. 2           | 21 de abril de 2009      | 2      | 14, 15, 17-25          | Detrás del Slime con el elenco de iCarly; Detrás de Escenas, Extras; Episodio Estreno de True Jackson, VP                                                        |
| iCarly: Season 2, Vol. 1           | 18 de agosto de 2009     | 2      | 26–38                  | Rodaje de "iGo to Japan" |
| iCarly: iFight Shelby Marx         | 30 de marzo de 2010      | 1      | 49-50, 43-44, 39, 54   | Bonus especial: Episodio Estreno de Big Time Rush |
| iCarly: iSaved Your Life           | 8 de junio de 2010       | 1      | 60, 58-59, 51, 48, 57  | Detrás de escenas con los miembros de iCarly; Renuncio a iCarly, maniobra de la ventana; conoce a Chuck; Momentos favoritos del cumpleaños; Bienvenido a mi bote |
| iCarly: iSpace Out                 | 31 de agosto de 2010     | 1      | 63, 61, 62, 67, 64, 66 | Bonus Especial: Episodio Estreno de Victorious |
| iCarly: Season 2, Vol. 2           | 4 de enero de 2011       | 2      | 39-52                  | Detrás de Escenas con el elenco |
| iCarly: Season 2, Vol. 3           | 5 de abril de 2011       | 3      | 53-70                  | Estreno de T.U.F.F. Puppy |
| iCarly: The Complete 3rd Season    | 30 de agosto de 2011     | 2      | 71-83                  | Tour por la nueva Habitación de Carly, Conoce a la mamá de Sam, Perfiles de Archienemigos                                                                        |
| iCarly: The i <3 iCarly Collection | 19 de julio de 2011      | 3      | — Temporadas 2 & 3     | — |
| iCarly: Season 4, Vol. 1           | enero de 2013            | 5      | 84-94                  | Detrás de Cámara de iParty Whit Victorious e interpretación de "Leave It All To Shine".                                                                          |

## Otros medios

### Banda sonora
iCarly: Music from and Inspired by the Hit TV Show, es el primer disco de iCarly, incluye la canción principal "Leave It All To Me", la cual cantan Cosgrove y Drake Bell. También incluye los temas "Stay My Baby", "About You Now" y "Headphones On".

### Videojuego
El 13 de mayo de 2009 hubo un videojuego en el cual, los jugadores ayudan a Carly, Sam, Freddie y otros personajes a crear nuevos webshows con una trama diseñada para el juego. Los minijuegos, presentados como parodias de espectáculo, permiten a jugadores trabajar con los personajes para nuevas aventuras. El modo iCreate, deja a jugadores añadir sus propios toques al webshow cambiando apoyos, personajes, combinaciones de colores, de audio, intros y otros elementos. Hasta cuatro jugadores pueden competir o cooperar para completar las parodias y ganar el Web-Cred, que entonces puede ser usado comprar nuevos artículos, apoyos, accesorios y posiciones de sitios web en el juego. En 2011, salió a la venta un nuevojuego llamado: "iCarly 2: Join to the click!" para Wii y Nintendo DS.

## Serie derivada
iCarly fue cancelada, una decisión que tomó el canal Nickelodeon. Instantáneamente, la serie Victorious también recibió la misma decisión. Se confirmó una serie derivada para ambas series titulado Sam & Cat. La nueva serie fue anunciada por Nickelodeon el 3 de agosto de 2012, en la asociación de críticos de televisión. Tenía como protagonistas a Ariana Grande y Jennette McCurdy, interpretando a Cat Valentine y Sam Puckett, respectivamente. La sinopsis de la serie trata en que Sam y Cat se conocen y se convierten en mejores amigas. Cat invita a Sam a quedarse en su departamento y deciden hacer un negocio de niñeras que les pueda generar ingresos. Mientras que Cat continua asistiendo a su escuela de artes escénicas Hollywood Arts, Sam estudia en línea.
Sam & Cat fue confirmado por Nickelodeon después del final de iCarly y las grabaciones se iniciaron en 2012, después del final de Victorious. Finalmente se estrenó el 8 de junio de 2013 y concluyendo el 17 de julio de 2014.

### Gibby
El segundo spin-off propuesto presentaba al personaje de Noah Munck, Gibby Gibson, en una sitcom autotitulada Gibby en la que el personaje trabaja en un centro recreativo como mentor de cuatro estudiantes de secundaria. Aunque se rodó un piloto, Gibby no fue elegida como serie, y el episodio piloto nunca se ha emitido. El guion se publicó en 2021 y el piloto no emitido completo se filtró en 2023.

### Revival
El 9 de diciembre de 2020, se anunció que Paramount+ había ordenado un revival de la serie, con Cosgrove, Kress y Trainor regresando y Schneider no involucrado con la producción de la serie. Jay Kogen y Ali Schouten firmaron para desarrollar la serie. McCurdy sugirió durante su podcast que no repetirá su papel en la serie, ya que ha abandonado la profesión de actriz y se siente avergonzada por su carrera pasada. El 25 de febrero de 2021, se informó de que Kogen dejó el proyecto debido a "diferencias creativas" con Cosgrove. El 18 de marzo de 2021, la serie entró en producción, con Laci Mosley interpretando a Harper, la nueva mejor amiga y compañera de piso de Carly, y Jaidyn Triplett interpretando a Millicent, la hijastra de Freddie. La serie se estrenó el 17 de junio de 2021.
Según DiscussingFilm, el renacimiento de la serie tiene lugar 10 años después de la serie original de Nickelodeon, siguiendo el viaje de Carly a través de sus veintes junto a personajes que regresan interpretados por Jerry Trainor y Nathan Kress. Sam, interpretada por Jennette McCurdy, no regresa y, según se ha informado, la serie introducirá a una nueva mejor amiga en su lugar. La mejor amiga/compañera de piso es "parte de la comunidad LGBTQ+ como personaje pansexual que sueña con convertirse en estilista de moda después de que su adinerada familia perdiera todo su dinero." La serie también presenta a la hijastra de Freddie, obsesionada con las redes sociales, que ve a Carly como "lavada" y como competencia a su propio creciente estatus de influencer.
El 4 de octubre de 2023, la serie fue cancelada tras tres temporadas.

## Recepción

### Audiencia

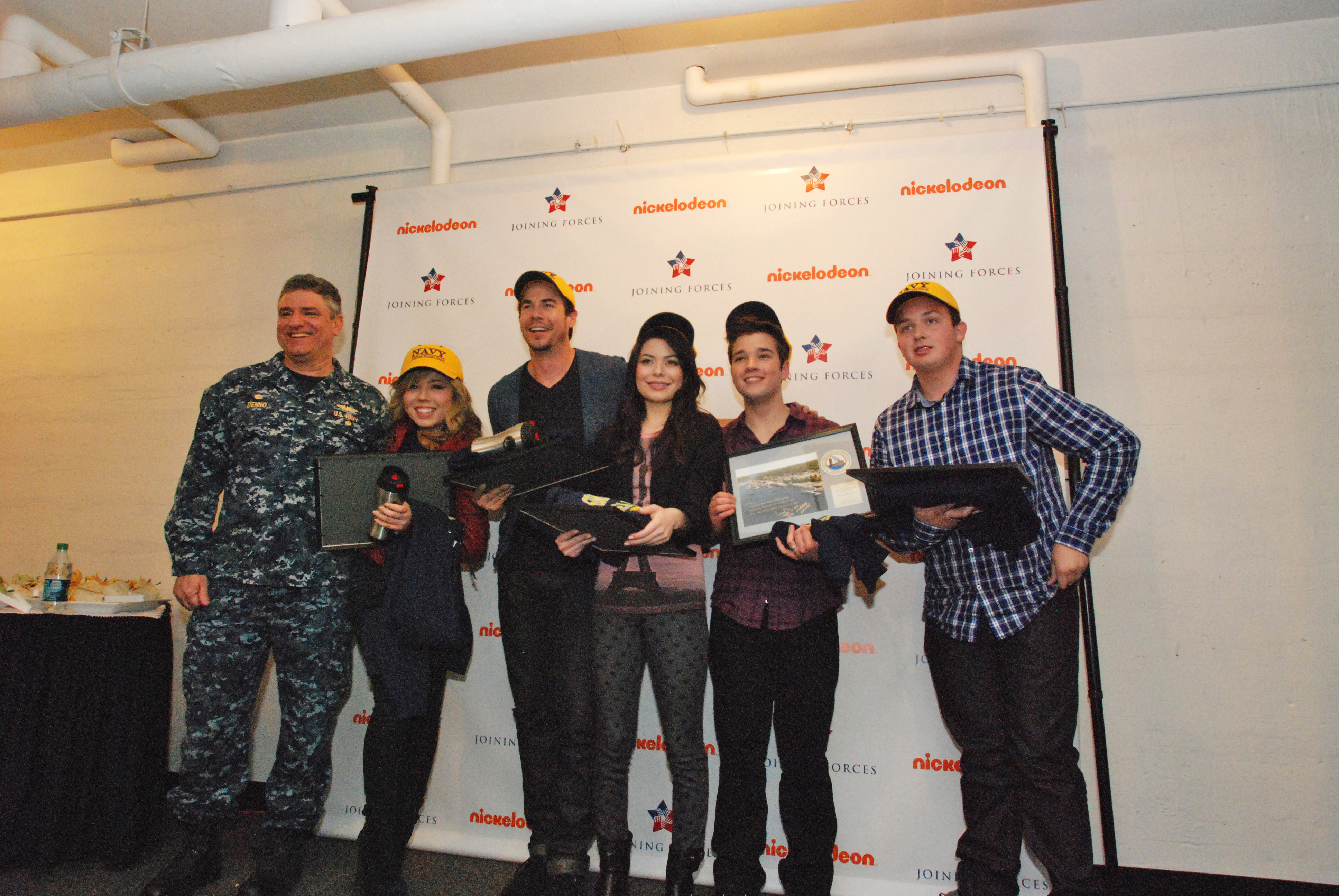
El elenco completo de iCarly en su recorrido por U.S. Navy 2011.

iCarly se estrenó el 8 de septiembre de 2007 a las 8:00 p. m. por la pantalla de Nickelodeon, atrayendo un total de 5.65 millones de espectadores, su retransmisión, el 9 de septiembre de 2007 atrajo un total de 7.35 millones, quedando con un total de 13 millones de espectadores en el episodio "iPilot". El estreno de la tercera temporada, "iThink They Kissed" superó a los VMA 2009 en audiencia adolescente (12 a 17 años) con un total de 7.6 millones de espectadores. En enero de 2010 se estrenó el episodio «iSaved Your Life», perteneciente a la tercera temporada, que ha sido el más visto de la serie, con una audiencia total de 11,2 millones de espectadores estadounidenses, por lo que se convirtió en el episodio con mayor audiencia de la historia del canal. El programa se mantuvo con una audiencia considerable, sin embargo, aproximadamente desde el año 2011, en sus temporadas finales, la serie solo alcanzaba entre los 2,3 y los 2,7 millones de espectadores. El final de la serie se estrenó el 23 de noviembre de 2012, el cual obtuvo un total de 6.43 millones de espectadores, siendo el programa más visto de ese día en niños y adolescentes, en adultos, un total de 1.2 millones de espectadores, siendo el segundo programa más visto entre adultos de 18 a 49 años, solo detrás de Gold Rush.

### Críticas
Las críticas que el show recibió fueron favorables. Los Ángeles Times publicó en 2009 que Cosgrove no era tan conocida como Miley Cyrus, pero que con su personaje ha sabido ganar la carrera por la audiencia juvenil, aún sin estrategias mediáticas o escándalos, incluso sin demasiada publicidad por parte de Nickelodeon y que la serie logró que la web trabajara para ellos y no en su contra. Por su parte, Chuck Barney, de Contra Costa Times, publicó que muchos adultos disfrutan de ver iCarly, aun cuando la serie está escrita principalmente para adolescentes y preadolescentes, ya que la serie ha logrado atraer muchos admiradores adultos por ser divertida según sus fanes.

### Invitados Especiales
Una muestra de la gran popularidad que alcanzó esta serie es el gran número de celebridades importantes que hicieron apariciones especiales en el show. Generalmente los shows de Dan Schneider tienen como invitados especiales a actores de otros de sus programas, sin embargo en iCarly, los invitados fueron celebridades incluso sin relación directa con Nickelodeon. El cantante David Archuleta y la banda Plain White T's aparecieron como ellos mismos en la primera temporada. Posteriormente, el grupo británico One Direction apareció en un episodio completo de la quinta temporada. El actor de Hollywood, Jack Black interpretó a un sujeto haciendo cosplay como rival de Spencer, mientras que la actriz Emma Stone hizo un cameo en un episodio diciendo estar enamorada de Spencer. El actor Jim Parsons aparece en un episodio. La primera dama de los Estados Unidos, Michelle Obama, apareció en un episodio como ella misma, también el comediante Jimmy Fallon y una pequeña aparición de Tina Fey estuvieron en un especial de una hora. También, los dueños del Gold and Silver Pawn Shop, protagonistas del programa Pawn Stars, aparecieron en el programa. En dicho episodio de la última temporada del show, Carly y sus amigos visitan la tienda de empeños en Las Vegas.

## Premios y nominaciones
La serie ha ganado un total de dieciocho Kids Choice Awards de diversos países, como Argentina, Australia, Estados Unidos, entre otros. La serie estuvo nominada a siete Primetime Emmy Awards, pero no obtuvo ninguno de esos reconocimientos.